# Castell de Cubells
El Castell de Cubells és un castell termenat del municipi de Cubells (Noguera) declarat bé cultural d'interès nacional
En queda només el record del seu emplaçament al punt més alt de la vila de Cubells, a l'indret on està situada l'església romànica de Santa Maria del Castell, que fou bastida al segle xiii com a capella de la fortalesa tot i que és probable que el castell, documentat des del segle xi, ja disposaria en aquell moment d'una capella castellera.

## Història

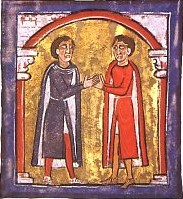
Els comtes Ermengol III i Ramon Berenguer I al «Liber Feudorum Ceritaniae»

La primera referència data del 1050 quan el comte barceloní Ramon Berenguer I feu que al-Mudhāffar, cabdill àrab de Lleida li cedís els llocs de Camarasa i Cubells. El castell de Cubells fou infeudat al comte d'Urgell Ermengol III i subinfeudat a Arnau Mir de Tost a qui s'encomanà la custòdia de la zona. Tot i les infeudacions, el castell era una propietat eminent dels comtes de Barcelona; segons un document datat entre el 1053 i el 1071, Ramon Berenguer I i Almodis reconeixen Guerau Marcuti castlà del «chastro de Chubells». L'any 1059 consta un conveni signat per Ermengol III i Arnau Mir de Tost pel qual aquest cavaller es comprometia a no posseir els feus de Cubells i Camarasa sense consentiment del comte. Ambdós castells foren llegats per Arnau Mir, en el seu testament de l'any 1072, a la seva filla Letgarda i al seu net Guerau Ponç II de Cabrera i aquest el deixarà al seu fill Ponç Guerau II de Cabrera segons consta en el testament del 1131. Ponç Guerau II de Cabrera jurà fidelitat entre el 1082 i el 1097. Segons alguns autors, a partir de la conquesta definitiva de Balaguer, la importància estratègica del castell minvà.
A la darreria del segle xii, el castell de Cubells passà a la nissaga dels Cervelló. Guerau Alamany de Cervelló, l'any 1193, feu testament i llegà al seu net els castells de Cubells i de Camarasa. El 1233, el rei Jaume I confirmà, en favor de la seva germanastra Constança i del marit d'aquesta el senescal Guillem Ramon II de Montcada la possessió de diversos castells entre els quals s'esmenta Cubells. A la darreria del segle xiii, el castell de Cubells era senyorejat per Ramon de Falcó que el tenia en nom del rei Pere II. El 1330, Cubells entrà a formar part del marquesat de Camarasa. Encara hi romania el segle xvii.
De l'antic castell de Cubells, no en resta res. Solament el recinte amb el portal d'accés, que no pertany a la fàbrica primitiva.